# Lee Clark
Lee Robert Clark (* 27. Oktober 1972 in Wallsend) ist ein ehemaliger englischer Fußballspieler und aktueller -trainer. Als Mittelfeldspieler war er in den 1990er-Jahren für die gegenseitigen Erzrivalen Newcastle United und AFC Sunderland aktiv, bevor er nach seinem Wechsel im Jahr 1999 zum FC Fulham maßgeblich dafür mitverantwortlich war, dass diesem zwei Jahre später die Rückkehr in die höchste englische Spielklasse gelang. Nach dem Übergang ins Trainerfach betreute er hauptamtlich Huddersfield Town, Birmingham City, den FC Blackpool, den FC Kilmarnock, den FC Bury und die Blyth Spartans, bevor er Auslandsengagements im Sudan und Oman übernahm.

## Sportlicher Werdegang

### Aktive Spielerkarriere
Clark wurde östlich von Newcastle in Wallsend geboren. Dort war er Teil einer Familie, die Anhänger von Newcastle United war, und es gelang ihm sich über die Jugendabteilung in der Saison 1989/90 in die Profiabteilung der „Magpies“ zu spielen. Im Alter von 17 Jahren debütierte er per Einwechslung für den damaligen Zweitligisten am 29. September 1990 gegen Bristol City (0:1). Kurz darauf schoss der junge Mittelfeldspieler am 10. November 1990 gegen die Wolverhampton Wanderers (1:2) sein erstes Tor. Zu einer festen Größe in Newcastles Mannschaft wurde er dann spätestens in der Aufstiegssaison 1992/93 unter dem aufstrebenden neuen Trainer Kevin Keegan, in der Clark nicht nur alle 46 Ligapartien bestritt, sondern in diesen auch noch neun Tore zum Erfolg beitrug. Als Überraschungsteam in der Premier League erreichte Clark mit Newcastle dort den dritten Platz und festigte die Position in der oberen Tabellenhälfte auch im Jahr darauf. Zu seinen Stärken im Mittelfeld gehörten eine gute Übersicht am Ball, eine gute Technik sowie Passgenauigkeit. Verantwortlich für die vergleichsweise geringe Anzahl von 48 (von 80) Ligaeinsätzen in den zwei Erstliga-Jahren war eine schwerwiegende Fußverletzung, die sogar den Einsatz eines Knochentransplantats erforderlich machte. In den letzten beiden Jahren bis 1997 gewann Clark mit Newcastle jeweils die Vizemeisterschaft hinter Manchester United. Dabei brachte der Transfer von David Batty eine defensivere Ausrichtung im Zentrum mit sich, die letztlich dafür sorgte, dass der offensiver orientierte Clark seinen Stammplatz verlor. Dies resultierte in Clarks Abgang im Juni 1997, was weniger überraschte als sein neuer Verein, da ausgerechnet der Erzrivale AFC Sunderland die Ablösesumme von 2,75 Millionen Pfund für seine Verpflichtung zahlte.
In den beiden Zweitligajahren für Sunderland war Clark Leistungsträger der Mannschaft, was sich jeweils in der Nominierung ins Zweitligateam des Jahres (PFA Team of the Year) niederschlug. In der Spielzeit 1997/98 scheiterten die „Black Cats“ unter Trainer Peter Reid noch knapp im Playoff-Finale an Charlton Athletic im Elfmeterschießen – Clark war hier zuvor nach 100 Minuten für Alex Rae ausgewechselt worden. Im Jahr darauf stieg Sunderland dann jedoch überlegen mit der damaligen Rekordausbeute von 105 Punkten als Zweitligameister in die Premier League auf. Trotz dieser erfolgreichen Zeit endete Clarks Engagement bitter, nachdem dieser beim FA-Cup-Endspiel seines Ex-Klub aus Newcastle ein T-Shirt mit dem für Sunderlands Anhänger als Schmähung empfundenen Spruch „Sad Mackem Bastards“ getragen hatte. Clark wurde daraufhin aus der Mannschaft entfernt und absolvierte kein weiteres Spiel mehr für den Klub.
Clark fand im Juli 1999 mit dem FC Fulham einen weiteren ambitionierten Zweitligisten als neuen Arbeitgeber, wo zudem mit Paul Bracewell ein Ex-Mitspieler von Clark die Geschicke leitete. Unter dem seit 2017 herrschenden Eigentümer Mohamed Al-Fayed und spätestens der Verpflichtung des renommierten Trainers Jean Tigana im Juni 2000 war Clark wieder Teil einer Mannschaft und Kapitän, die in der Saison 2000/01 die 100-Punkte-Marke überschritt und in die Premier League aufstieg – er verpasste dabei nur eine von 46 Zweitligapartien. In den folgenden vier Jahren verlor er seinen Stammplatz und als Ergänzungsspieler betritt er insgesamt 62 Erstligaspiele, bevor er im August 2005 die Gelegenheit wahrnahm, ablösefrei zu seinem Heimatklub Newcastle United zurückzukehren. Kurz zuvor war im Februar 2005 sein Sohn Bobby geboren worden, der selbst Profispieler in England werden sollte.
In Newcastle stand er in der Saison 2005/06 bei seinen 22 Einsätzen acht Mal in der Startformation und am 2. Januar 2006 schoss er gegen den FC Middlesbrough (2:2) das letzte Tor in seiner aktiven Profikarriere.

### Traineraktivitäten
Im Dezember 2008 übernahm Clark die dauerhafte Trainer-Nachfolge von Stan Ternent beim Drittligisten Huddersfield Town und unterschrieb einen Vertrag mit einer Laufzeit von dreieinhalb Jahren – kurz zuvor hatte Gerry Murphy die „Terriers“ interimistisch betreut. Clark brachte unter anderem Terry McDermott und Derek Fazackerley in seinen Trainerstab mit ein, die alle eine Vergangenheit bei Newcastle United gehabt hatten. In seiner ersten Saison 2008/09 schloss Huddersfield mit Clark auf dem neunten Platz ab; es folgte das Erreichen der Aufstiegs-Playoffs im Jahr darauf, in dem der Klub im Halbfinale am FC Millwall scheiterte. Ein ähnliches Schicksal ereilte die Mannschaft zum Ende der Saison 2010/11, als im Playoff-Finale ein 0:3 gegen Peterborough United die Träume vom Zweitligaaufstieg zerstörte. Dennoch wurde Clarks Vertrag im Juli 2011 verlängert – auch dank der stabilen Leistungen, die sich darin ausdrückten, dass der Heimrekord für Ligaspiele ohne Niederlagen (auf später 43) gebrochen wurde. Dessen ungeachtet kam es Mitte Februar 2012 zur überraschenden Entlassung Clarks nach einer 0:1-Heimniederlage gegen Sheffield United – Huddersfield gelang ungeachtet der Turbulenzen zum Abschluss der Saison 2011/12 der Aufstieg in die Zweitklassigkeit.
Im Juni 2012 heuerte Clark beim Zweitligisten Birmingham City an und verzeichnete zahlreiche Verpflichtungen in der Saison 2012/13 mit Peter Løvenkrands, David Lucas, Hayden Mullins und Darren Ambrose im Sommer 2012 sowie im späteren Verlauf Ravel Morrison, Ben Gordon, James Hurst, Leroy Lita, Paul Caddis, Paul Robinson, Rob Hall, Shane Ferguson und Wes Thomas. Die neu zusammengestellte Mannschaft fand schwer zu konstanten Leistungen und erst im März 2013 konnten sich die „Blues“ mit zwei Siegen in Serie nachhaltig von den untersten Tabellenregionen distanzieren und am Ende auf dem 13. Platz abschließen. Auch ins zweite Jahr starteten Clarks Mannen schwach und erlitten mit vier Niederlagen aus den ersten sechs Ligapartien den schlechtesten Start der letzten 25 Jahre. Dennoch blieb Clark weiter im Amt und in einem „Herzschlagfinale“ am letzten Spieltag sicherte ein später Ausgleichstreffer in der Nachspielzeit den Klassenerhalt aufgrund der besseren Tordifferenz vor den Doncaster Rovers. Im Oktober 2014 folgte dann doch die Entlassung, nachdem Birmingham City nur ein Ligaheimspiel in einem Zeitraum von über einem Jahr gewonnen hatte. Clarks Bilanz mit 33 Siegen aus 116 Spielen war ebenfalls eine der schwächsten in der Vereinshistorie.
Ende Oktober 2014 übernahm Clark mit dem FC Blackpool den Tabellenletzten der zweiten Liga, der aber auch den „Turnaround“ nicht schaffte. Blackpool stieg mit nur vier Siegen in der Saison 2014/15 ab – der Klassenerhalt war bereits bei noch sechs ausstehenden Spielen unerreichbar geworden. Im Mai 2015 trat Clark von seinem Amt zurück und unter seiner Ägide hatte die Mannschaft nur drei von 33 Spielen gewonnen. Sein nächstes Engagement führte ihn im Februar 2016 zum schottischen Erstligisten FC Kilmarnock. Dieser befand sich in der Abstiegszone und das drohende Ende der 23-jährigen Erstligazugehörigkeit wendete Clarks neues Team mit einem 4:1-Erfolg (nach Hin- und Rückspiel) im Abstiegs-Playoff-Finale gegen den FC Falkirk ab. In der Folgezeit stabilisierten sich Kilmarnocks Leistungen unter dem neuen Trainer und die Mannschaft kämpfte um einen Platz unter den ersten sechs Teams, die die Meisterschaft ausspielen sollten. Im Februar 2017 verließ Clark Schottland dann jedoch vorzeitig, um mit einem neuen Engagement beim Drittligisten FC Bury seinem langfristigen Traum, in England Trainer eines Erstligisten zu werden, wieder näher zu kommen. Der dort erhoffte Erfolg stellte sich in Bury jedoch nicht ein. Nachdem in der noch laufenden Saison 2016/17 der Klassenerhalt sichergestellt werden konnte, startete der FC Bury sehr mäßig in die Spielzeit 2017/18. Nach gerade einmal acht Monaten wurde Clark Ende Oktober 2017 – im Anschluss an vier Niederlagen in Serie – entlassen.
Nach einem weiteren Kurzengagement zwischen Juni 2019 und März 2020 für den Sechstligisten Blyth Spartans wagte Clark den Sprung ins Ausland und begann im Sudan al-Merreikh Omdurman sowie im Oman Al-Ittihad Club zu trainieren.

## Titel/Auszeichnungen
- PFA Team of the Year (4): Saisonen 1992/93, 1997/98, 1998/99 & 2000/01 (jeweils 2. Liga)
- Tournoi de France (1): 1997